# Pavel Sofin
Pavel Sofin (né le 4 septembre 1981) est un athlète russe, spécialiste du lancer de poids.
Avec un meilleur lancer à 20,80 m (Moscou le 1er juillet 2009), il est finaliste aux Championnats du monde de 2009 (avec un lancer supplémentaire accordé lors des qualifications matinales).
Il a été champion de Russie en 2006.